# Erythrocles schlegelii
Erythrocles schlegelii là một loài cá biển thuộc chi Erythrocles trong họ Cá đỏ môi. Loài này được mô tả lần đầu tiên vào năm 1846.

## Từ nguyên
Từ định danh schlegelii được đặt theo tên của Hermann Schlegel, nhà điểu học kiêm bò sát-lưỡng cư học, người cùng với Coenraad Jacob Temminck đề xuất tên chi là Erythrocles để thay thế tên gốc Erythrichthys, tuy nhiên lại không đặt tên khoa học cho loài này trong quyển Fauna Japonica của họ.

## Phân bố
E. schlegelii có phân bố rải rác ở khu vực Ấn Độ Dương-Thái Bình Dương, bao gồm Oman, Pakistan, Kenya, Nam Phi, Madagascar, bờ tây Ấn Độ, Myanmar, vùng biển Hoa Đông, bờ tây và bắc Úc, quần đảo Hawaii. E. schlegelii cũng được ghi nhận tại vùng biển Hà Tĩnh (Việt Nam).
E. schlegelii được thu thập ở độ sâu khoảng từ 100 đến 400 m.

## Mô tả
Chiều dài cơ thể lớn nhất được ghi nhận ở E. schlegelii là 72 cm. Cá có thân trên màu nâu đỏ, thân dưới màu trắng bạc phớt hồng, vây đuôi và vây ngực màu đỏ cam.
Số gai ở vây lưng: 11; Số tia vây ở vây lưng: 10–12; Số gai ở vây hậu môn: 3; Số tia vây ở vây hậu môn: 9–10; Số tia vây ở vây ngực: 18–20; Số vảy đường bên: 66–71.

## Sinh thái
Ở Tây Úc, một cặp E. schlegelii (đực và cái) được đánh bắt có tuổi đời ước tính là 8.

## Thương mại
E. schlegelii được khai thác thương mại ở Việt Nam và Ấn Độ.